# Mark Rober
Mark Braxton Rober (Condado de Orange, 11 de março de 1980) é um youtuber, engenheiro e inventor norte-americano. Ele é conhecido por seus vídeos no YouTube sobre ciência popular e gadgets do tipo faça você mesmo. Antes do YouTube, Rober foi engenheiro da NASA por nove anos, onde passou sete anos trabalhando na Curiosity no Jet Propulsion Laboratory da NASA. Mais tarde, ele trabalhou por quatro anos na Apple Inc. como designer de produto em seu Grupo de Projetos Especiais, onde foi o autor de patentes envolvendo realidade virtual em carros autônomos.

## Carreira

### Início de carreira (NASA)
Rober ingressou no Laboratório de Propulsão a Jato da NASA em 2004. Ele trabalhou lá por nove anos, sete dos quais foram gastos trabalhando no rover Curiosity, que agora está em Marte. Ele projetou e entregou hardware em várias missões do laboratório, incluindo AMT, GRAIL, SMAP e Mars Science Laboratory. Enquanto estava na NASA, Rober foi um dos principais arquitetos do "JPL Wired", que era um wiki abrangente de captura de conhecimento. Ele publicou um estudo de caso sobre a aplicação da tecnologia wiki em uma organização de alta tecnologia para desenvolver uma "Intrapedia" para a captura de conhecimento corporativo.

### Canal do YouTube, comunicação científica
Durante seu tempo na NASA, Rober começou a fazer vídeos virais. Seus vídeos cobrem uma ampla variedade de tópicos, despertando ideias para brincadeiras do Dia da Mentira
 e ensinando truques para vencer em uma sala de fuga e filmar primatas em zoológicos de forma não invasiva. Ele defende a ciência, fazendo vídeos testando a capacidade dos tubarões de cheirar sangue na água, areia fluidizada e purificação da água.
Em outubro de 2011, Rober gravou seu primeiro vídeo no YouTube. Ele mostra uma fantasia de Halloween que usou dois iPads para criar a ilusão de ver através de seu corpo. Seu vídeo do traje "buraco enorme no torso" se tornou viral, recebendo 1,5 milhões de visualizações em apenas um dia.
 No ano seguinte, Rober lançou a Digital Dudz, uma empresa online de fantasias de Halloween especializada em fantasias de Halloween baseadas no mesmo conceito do vídeo (do qual Rober detém a patente). A empresa faturou US$250.000 em suas primeiras três semanas de operações e, em 2013, seus trajes integrados ao aplicativo foram vendidos em lojas de varejo como a Party City.
 Os figurinos foram amplamente apresentados em canais de notícias como CBS News, CNN, The Tonight Show with Jay Leno, Fox, Yahoo! News, Discovery Channel, The Today Show e GMA. Ele vendeu a empresa para a empresa de fantasias Morphsuits, com sede no Reino Unido, em 2013.
Rober contribuiu com artigos para a revista Men's Health, e fez uma apresentação no TEDx em 2015 chamada How to Come Up with Good Ideas e outra intitulada The Super Mario Effect – Tricking Your Brain into Learning More. Ele também fez inúmeras aparições no talk-show Jimmy Kimmel Live!. Em 2018, foi relatado que Rober estava trabalhando secretamente em projetos de realidade virtual para a Apple Inc., incluindo o entretenimento de bordo da empresa para carros autônomos, para os quais Rober escreveu duas patentes relacionadas à realidade virtual. Rober trabalhou como designer de produto no Grupo de Projetos Especiais da Apple de 2015 ao início de 2020.

### CrunchLabs
Mark é o fundador da CrunchLabs, uma empresa educacional de tecnologia fundada em 2022. A empresa cria experiências práticas de aprendizagem em STEM (Ciência, Tecnologia, Engenharia e Matemática) e oferece serviços de assinatura de caixas (conhecidas como CrunchLabs Build Boxes), que contêm projetos de construção e desafios de engenharia para crianças.

## Vida pessoal
Rober mudou-se para Sunnyvale, Califórnia, em 2015, onde mora com a esposa e o filho. Rober é um defensor da conscientização sobre o autismo, já que seu filho é autista.